# Villeneuve-la-Rivière
Villeneuve-la-Rivière – miejscowość i gmina we Francji, w regionie Oksytania, w departamencie Pireneje Wschodnie.
Według danych na rok 1990 gminę zamieszkiwało 901 osób, a gęstość zaludnienia wynosiła 206 osób/km² (wśród 1545 gmin Langwedocji-Roussillon Villeneuve-la-Rivière plasuje się na 374. miejscu pod względem liczby ludności, natomiast pod względem powierzchni na miejscu 1040.).